# 권창훈
권창훈(權昶勳, 1994년 6월 30일~)은 대한민국의 축구 선수로 현재 전북 현대 모터스에서 공격형 미드필더로 활동 중이며 중앙 미드필더나 공격수로도 소화가 가능하다.

## 어린 시절
서울특별시 강서구 오곡동에서 아버지 권상영(權相英)과 어머니 이복현(李福賢)의 아들로 태어났다. 양전초등학교에서 축구를 시작해 중동중학교를 거쳐 수원 삼성 블루윙즈의 U-18 팀인 매탄고등학교를 졸업했다. 2010년 4월 30일 제주 유나이티드 U-18 팀과 경기를 시작으로 K리그 주니어에서 3시즌 동안 34경기에 출전하여 5득점을 올리고 7도움을 기록했다.

## 구단 경력

#### 수원 삼성 블루윙즈
2012년 말에 시행된 K리그 드래프트에서 수원 삼성 블루윙즈의 클럽 유스 우선지명을 받아 프로 세계에 발을 디뎠다. 4월 3일 수원월드컵경기장에서 펼쳐진 AFC 챔피언스리그 2013 조별 예선 H조 3차전 가시와 레이솔과 경기에 후반 34분에 투입되어 프로 무대에서 첫 출장을 했으나 팀의 대패를 막지는 못했다. 6일 똑같은 장소에서 치러진 대구와의 K리그 클래식 5라운드 경기에서 후반 20분에 오장은 대신 투입되어 리그 데뷔전을 소화했다. 4월 30일 구이저우 런허와 챔피언스리그 조별 예선 마지막 경기에 처음으로 선발 출전하여 후반 9분 김대경의 크로스를 받아 프로 데뷔골도 기록했지만 팀은 비겼다. 이후 안양과 FA컵 32강전에서 선발로 출장하는 등 서정원 감독의 적극적인 유스 출신 중용으로 많은 경기에 나섰지만, U-20 월드컵이 끝나고 돌아온 후반기엔 치열한 중원 경쟁에서 밀려 남은 경기에 대부분 출전하지 못했다.
2014 시즌엔 시즌 개막 직전 훈련 도중 무릎 부상을 당해 전반기는 재활에 전념하여 한 경기도 출전하지 못했다. 월드컵 휴식기가 끝난 후 반년 만에 포항과 리그 18라운드에서 후반 22분 교체 투입되며 복귀전을 가졌고, 이 경기에서 팀의 승리를 확정 짓는 세 번째 골을 어시스트 하고 경기 종료 직전 염기훈의 패스를 받아 본인의 리그 데뷔골인 동시에 팀의 네 번째 골을 완성하여 대승에 크게 이바지하였다. 시즌이 중반에서 후반으로 넘어갈 무렵 베테랑 김두현의 체력이 떨어지고 오장은의 인대 부상이 장기화되고 조지훈은 잦은 실수로 감독의 신뢰를 잃자 본격적으로 기회를 받기 시작하였다. 9월 14일 펼쳐진 제주 원정 경기를 시작으로 여섯 경기 연속 선발로 출전하는 등 주전 자리를 차지하기 시작했다.
2015 시즌 초까지는 데뷔 후 지속적으로 뛰어온 중앙 미드필더 자리에서 뛰었지만, 파트너 김은선의 부상이 장기화되자 서정원 감독은 더 공격적인 역할을 주문하는 대신 수비수 조성진을 수비형 미드필더 자리로 올렸다. 그 결과 물오른 경기력을 뽐내며 많은 골을 터뜨렸다. 특히 8월 22일 수원월드컵경기장에서 치러진 울산과 K리그 클래식 27라운드에서 데뷔 최초로 멀티 골을 기록하면서 위클리 베스트를 차지했다. 2015년 11월 22일 포항과 K리그 클래식 37라운드에서 골을 기록하여 데뷔 후 처음으로 두자릿수 득점을 완성하였다. 2015시즌 K리그 영플레이어상을 두고 전북 현대 모터스의 이재성, 성남 FC의 황의조와 경쟁했으나, 수상에는 실패했다. 하지만 K리그 베스트 11 미드필더 부문을 수상했다.

#### 디종 FCO
2017년 리그1 디종로 이적을 확정했으며, 수원 유스 출신 선수 중 첫번째로 유럽에 진출한 선수가 되었다.
권창훈이 시즌 6호골을 결승골로 장식했다. 디종은 2월 11일 오전(한국시각) 프랑스 부르고뉴주 디종 스타드 가스통 제라르에서 펼쳐진 니스와 '2017-2018 시즌 프랑스 리그앙' 25라운드 홈 경기서 3-2로 승리했다. 이날 승리로 디종은 리그 2연승과 함께 승점 31점(9승 4무 11패)을 기록하며 리그 12위에 자리했다. 해결사는 권창훈이었다. 앞서 벤치에 있다가 후반 25분 발몽 대신 팀의 첫 번째 교체 카드로서 들어온 권창훈. 후반 39분 권창훈은 벤자민 자노의 패스를 아크 왼쪽에서 넘어지면서 슈팅으로 연결해 결승골로 마무리했다. 권창훈의 올 시즌 6호골. 지난해 11월 29일 아미앵 SC전에서 5호골을 넣은 뒤 74일 만에 나온 골이었다.
그러나 5월 20일 리그앙 리그 경기 중 아킬레스건이 파열되는 큰 부상을 당하며 재활해야 했다. 이 여파로 그는 2018년 FIFA 월드컵에 나설 수 없었고, 2018년 아시안 게임 와일드카드에서도 배제되었다.

#### SC 프라이부르크
2018-19 시즌 종료 이후, 분데스리가의 SC 프라이부르크로의 이적이 확정되었다.

#### 수원 삼성 블루윙즈 복귀
2021년 5월 26일 군 복무를 위해 SC 프라이부르크 퇴단 후 수원 삼성으로 복귀했다.

#### 김천 상무 FC
올림픽 메달을 따지 못해 병역특례에 실패한 그는 상무 입대를 지원하여 합격한 후, 2021년 12월 27일에 논산 육군훈련소로 입소했다. 2021년 12월 27일부터 2023년 6월 27일까지 K리그1 승격팀인 김천 상무 FC에서 복무할 예정이다.(5주 군사훈련 후 자대인 김천 상무(국군체육부대)로 전입 예정)

#### 수원 삼성 블루윙즈 복귀
2023년 6월 26일에 전역, 수원으로 복귀하였다. 그러나 제대할 당시에 부상이 있어서, 남은 시즌 동안 재활군에 머물렀다.

## 국가대표 경력
매탄고등학교 3학년 재학 시절 아랍에미리트에서 펼쳐진 2012년 AFC U-19 챔피언십에 대표로 선발되어 팀의 우승에 이바지했다. 일 년 뒤 튀르키예에서 개최한 2013 FIFA U-20 월드컵에도 팀 동료 연제민과 함께 선발되어 이라크와 8강전에서 1골 1도움을 기록하는 등 좋은 활약을 펼쳤지만, 팀은 아쉽게도 8강에서 승부차기까지 가는 접전 끝에 탈락했다. 2015년 중국 우한에서 열린 동아시안컵에 김승대, 이종호, 이재성 등 K리그의 기대주들과 함께 선발되어 생애 첫 태극마크를 달았다. 2015년 8월 24일 월드컵 예선 라오스전 및 레바논전 명단에 포함되어 2015년 9월 3일 라오스전에서 A매치 데뷔골과 함께 멀티 골을 기록하였다. 이후 레바논과의 경기에서도 골을 기록하여 22년 만의 레바논 원정 승리에 공헌하였다.
2016년 6월 27일 발표된 리우 올림픽 출전 U-23 대표팀 최종 명단에 포함되었다.
2018년 3월 24일 벨파스트에서 열린 북아일랜드와의 경기에서 전반 초반 박주호의 크로스를 골로 연결하였다.
2018년 FIFA 월드컵 최종예선 멤버로 발표되었으나, 5월 20일 리그앙 리그 경기 중 아킬레스건이 파열되는 큰 부상을 당하여 엔트리에서 김민재, 염기훈과 함께 낙마하였다. 이 여파로 2018년 아시안 게임 와일드카드로도 뽑히지 못했다.
수원 삼성에 복귀한 후 도쿄 올림픽 와일드카드로 발탁되어 병역특례를 노렸으나, 대한민국이 요코하마에서 열린 8강전에서 멕시코에 패하는 바람에 끝내 병역특례에 실패했다. 결국 2021 시즌을 마감한 후 김천 상무 FC에 입대하게 됐다.
상무에서 군 복무 중 2022년 FIFA 월드컵 국가대표로 선발되었고, 조별리그 2차전인 가나전에 선발로 나서며 월드컵 데뷔전을 치렀다. 그러나 인상깊은 모습을 보여 주지 못한 채 후반전에 나상호로 교체됐다.

## 기록

### 구단
- 2023년 4월 22일 기준

| 클럽               | 시즌    | 리그 | 리그 | 국내 컵 | 국내 컵 | 리그 컵 | 리그 컵 | 대륙 대회 | 대륙 대회 | 승강 PO | 승강 PO | 합계 | 합계 |
| 클럽               | 시즌    | 출장 | 득점 | 출장    | 득점    | 출장    | 득점    | 출장      | 득점      | 출장    | 득점    | 출장 | 득점 |
| ------------------ | ------- | ---- | ---- | ------- | ------- | ------- | ------- | --------- | --------- | ------- | ------- | ---- | ---- |
| 수원 삼성 블루윙즈 | 2013    | 8    | 0    | 1       | 0       | -       | -       | 2         | 1         | -       | -       | 11   | 1    |
| 수원 삼성 블루윙즈 | 2014    | 20   | 1    | 0       | 0       | -       | -       | -         | -         | -       | -       | 20   | 1    |
| 수원 삼성 블루윙즈 | 2015    | 35   | 10   | 1       | 0       | -       | -       | 7         | 1         | -       | -       | 43   | 11   |
| 수원 삼성 블루윙즈 | 2016    | 27   | 7    | 4       | 1       | -       | -       | 4         | 1         | -       | -       | 35   | 9    |
| 디종 FCO           | 2016-17 | 8    | 0    | 0       | 0       | 0       | 0       | -         | -         | -       | -       | 8    | 0    |
| 디종 FCO           | 2017-18 | 34   | 11   | 1       | 0       | 1       | 0       | -         | -         | -       | -       | 36   | 11   |
| 디종 FCO           | 2018-19 | 19   | 2    | 3       | 1       | 1       | 0       | -         | -         | 1       | 1       | 24   | 4    |
| SC 프라이부르크    | 2019-20 | 23   | 2    | 0       | 0       | 0       | 0       | -         | -         | -       | -       | 23   | 2    |
| SC 프라이부르크    | 2020-21 | 12   | 0    | 2       | 1       | 0       | 0       | -         | -         | -       | -       | 14   | 1    |
| 수원 삼성 블루윙즈 | 2021    | 11   | 1    | 0       | 0       | -       | -       | -         | -         | -       | -       | 11   | 1    |
| 김천 상무          | 2022    | 33   | 0    | 1       | 0       | -       | -       | -         | -         | 2       | 0       | 36   | 0    |
| 김천 상무          | 2023    | 8    | 2    | 1       | 0       | -       | -       | -         | -         | -       | -       | 9    | 2    |
| 통산               | 통산    | 239  | 37   | 14      | 3       | 2       | 0       | 13        | 3         | 2       | 0       | 270  | 43   |

### 국가대표 A매치 출장 기록
- 2022년 9월 27일 기준

| 순번 | 날짜       | 장소         | 상대                   | 결과   | 득점 | 경고 | 퇴장 |
| ---- | ---------- | ------------ | ---------------------- | ------ | ---- | ---- | ---- |
| 1    | 2015.08.02 | 우한         | 중화인민공화국         | 2:0 승 | 0    | -    | -    |
| 2    | 2015.08.05 | 우한         | 일본                   | 1:1 무 | 0    | -    | -    |
| 3    | 2015.08.09 | 우한         | 조선민주주의인민공화국 | 0:0 무 | 0    | 1    | -    |
| 4    | 2015.09.03 | 화성         | 라오스                 | 8:0 승 | 2    | -    | -    |
| 5    | 2015.09.08 | 사이다       | 레바논                 | 3:0 승 | 1    | -    | -    |
| 6    | 2015.10.08 | 쿠웨이트시티 | 쿠웨이트               | 1:0 승 | 0    | -    | -    |
| 7    | 2015.10.13 | 서울         | 자메이카               | 3:0 승 | 0    | -    | -    |
| 8    | 2016.09.06 | 스름반       | 시리아                 | 0:0 무 | 0    | -    | -    |
| 9    | 2017.08.31 | 서울         | 이란                   | 0:0 무 | 0    | -    | -    |
| 10   | 2017.09.05 | 타슈켄트     | 우즈베키스탄           | 0:0 무 | 0    | -    | -    |
| 11   | 2017.10.07 | 모스크바     | 러시아                 | 2:4 패 | 0    | -    | -    |
| 12   | 2017.10.10 | 빌/비엔      | 모로코                 | 1:3 패 | 0    | -    | -    |
| 13   | 2017.11.10 | 수원         | 콜롬비아               | 2:1 승 | 0    | -    | -    |
| 14   | 2017.11.14 | 울산         | 세르비아               | 1:1 무 | 0    | -    | -    |
| 15   | 2018.03.24 | 벨파스트     | 북아일랜드             | 1:2 패 | 1    | -    | -    |
| 16   | 2018.03.27 | 호주프       | 폴란드                 | 2:3 패 | 0    | -    | -    |
| 17   | 2019.03.22 | 울산         | 볼리비아               | 1:0 승 | 0    | -    | -    |
| 18   | 2019.03.26 | 서울         | 콜롬비아               | 2:1 승 | 0    | -    | -    |
| 19   | 2019.09.05 | 이스탄불     | 조지아                 | 2:2 무 | 0    | -    | -    |
| 20   | 2019.09.10 | 아슈하바트   | 투르크메니스탄         | 2:0 승 | 0    | -    | -    |
| 21   | 2019.10.10 | 화성         | 스리랑카               | 8:0 승 | 1    | -    | -    |
| 22   | 2019.10.15 | 평양         | 조선민주주의인민공화국 | 0:0 무 | 0    | -    | -    |
| 23   | 2019.11.19 | 아부다비     | 브라질                 | 0:3 패 | 0    | -    | -    |
| 24   | 2021.06.05 | 고양         | 투르크메니스탄         | 5:0 승 | 1    | -    | -    |
| 25   | 2021.06.09 | 고양         | 스리랑카               | 5:0 승 | 0    | -    | -    |
| 26   | 2021.06.13 | 고양         | 레바논                 | 2:1 승 | 0    | -    | -    |
| 27   | 2021.09.02 | 서울         | 이라크                 | 0:0 무 | 0    | -    | -    |
| 28   | 2021.09.07 | 수원         | 레바논                 | 1:0 승 | 1    | 1    | -    |
| 29   | 2022.01.15 | 안탈리아     | 아이슬란드             | 5:1 승 | 1    | -    | -    |
| 30   | 2022.01.21 | 안탈리아     | 몰도바                 | 4:0 승 | 1    | -    | -    |
| 31   | 2022.01.27 | 시돈         | 레바논                 | 1:0 승 | 0    | -    | -    |
| 32   | 2022.02.01 | 두바이       | 시리아                 | 2:0 승 | 1    | -    | -    |
| 33   | 2022.03.24 | 서울         | 이란                   | 2:0 승 | 0    | -    | -    |
| 34   | 2022.03.29 | 두바이       | 아랍에미리트           | 0:1 패 | 0    | -    | -    |
| 35   | 2022.06.02 | 서울         | 브라질                 | 1:5 패 | 0    | -    | -    |
| 36   | 2022.06.10 | 수원         | 파라과이               | 2:2 무 | 0    | -    | -    |
| 37   | 2022.06.14 | 서울         | 이집트                 | 4:1 승 | 1    | -    | -    |
| 38   | 2022.07.20 | 도요타       | 중화인민공화국         | 3:0 승 | 1    | -    | -    |
| 39   | 2022.07.27 | 도요타       | 일본                   | 0:3 패 | 0    | -    | -    |
| 40   | 2022.09.23 | 고양         | 코스타리카             | 2:2 무 | 0    | 1    | -    |
| 41   | 2022.09.27 | 서울         | 카메룬                 | 1:0 승 | 0    | -    | -    |
| 42   | 2022.11.11 | 화성         | 아이슬란드             | 1:0 승 | 0    | -    | -    |
| 43   | 2022.11.28 | 알라이얀     | 가나                   | 2:3 패 | 0    | -    | -    |

## 수상

### 구단

#### 수원 삼성 블루윙즈
- 2016 KEB 하나은행 FA컵 우승

### 국가대표
- 2012년 AFC U-19 챔피언십 우승
- 2015년 EAFF 동아시안컵 우승

### 개인
- 현대오일뱅크 K리그 클래식 2015 베스트 11
- 현대오일뱅크 K리그 클래식 2016 베스트 11

## 기타
부모님이 강남구에서 빵집을 운영했었다.
2023년 7월 7일에 유튜버인 정이수와 결혼한다.

## 각
1. ↑  조선일보 (2020년 7월 25일). “[위크엔드 스토리]권창훈 父의 눈물, 아들의 비밀이야기”. 2024년 1월 4일에 확인함.
2. ↑  “CV5-Arq-Oai-G6-T4-D3-FXj-FSLa-Jtr-Zb-8b-Ph9-FSSTGKIe-O1c-Q14f-PWUle-EWRcm878-RGsd-Ejm-Bc-GM4-FBwq-Uj hosted at ImgBB”. 2024년 1월 4일에 확인함.
3. ↑  김우종 (2018년 2월 11일). “권창훈, 시즌 6호골 폭발!... 디종 3-2 승리 이끌다.”. 《스타뉴스》.
4. ↑  “신태용호, 올림픽 최종 명단 발표… 손흥민·석현준 포함”. 베스트일레븐. 2016년 6월 27일. 2016년 7월 7일에 확인함.